# Chevrolet Beretta
Chevrolet Beretta - передньоприводне дводверне купе, яке вироблялося компанією Chevrolet з 1987 по 1996 рік. Автомобілі виготовлялись на заводі Wilmington Assembly в штаті Делавер і на Linden Assembly в Нью-Джерсі разом з іншими моделями платформи GM L-body, Chevrolet Corsica, яка вийшла незадовго до Beretta, і Pontiac Tempest. Beretta випускався в базових моделях CL, GT, GTU, Indy, GTZ та Z26.

## Двигуни
- 2.0 L LL8 I4
- 2.2 L LM3 I4
- 2.2 L LN2 I4
- 2.3 L LG0 I4
- 2.8 L LB6 V6
- 3.1 L LH0 V6
- 3.1 L L82 V6